# Колибри-талурании
Коли́бри-талура́нии (лат. Thalurania) — род птиц семейства колибри.

## Описание
Масса птиц от 4,2 до 6,0. Клюв выгнутый, немного длиннее головы, чёрной окраски. Крылья короткие, Хвост длинный черно-синий, более или менее глубоко раздвоенный. Для представителей рода характерен ярко выраженный половой диморфизм. Горло самцов обычно переливчато-зеленое, макушка головы голубовато-зеленая или пурпурная. Грудь, нижняя часть живота и спина либо контрастно синие, либо сверкающие зеленые. Грудь самок серая или беловатая, спина зелёная, иногда с бронзовым оттенком. Обитают в тропических и субтропических лесах, лесах и прилегающих полянах, а также на полуоткрытых участках. Являются одними из основных опылителей некоторых фризей. Встречаются на высоте до 2000 м над уровнем моря.

## Классификация
Международный союз орнитологов относит к роду 4 вида:
- Талурания,  Фиолетоволобая талурания  —  Thalurania colombica (Bourcier, 1843)
- Ласточковая талурания, Ласточкохвостая талурания   —  Thalurania furcata (Gmelin, 1788)
- Длиннохвостая талурания Thalurania watertonii (Bourcier, 1847)
- Лиловоголовая талурания, Синеголовая талурания, Фиалкошапочная лесная нимфа  — Thalurania glaucopis (Gmelin, 1788)

## Распространени
Представители рода встречаются от Мексики до юго-восточной Бразилии.